# Oriopsis crenicollis
Oriopsis crenicollis is een borstelworm uit de familie Sabellidae. Het lichaam van de worm bestaat uit een kop, een cilindrisch, gesegmenteerd lichaam en een staartstukje. De kop bestaat uit een prostomium (gedeelte voor de mondopening) en een peristomium (gedeelte rond de mond) en draagt gepaarde aanhangsels (palpen, antennen en cirri).
Oriopsis crenicollis werd in 1934 voor het eerst wetenschappelijk beschreven door Annenkova.